# Цензура в Азербайджане
Цензу́ра в Азербайджа́не — контроль властей в Азербайджане за содержанием и распространением информации, печатной продукции, музыкальных и сценических произведений, произведений изобразительного искусства, кино и фото произведений, передач телевидения и радио, веб-сайтов и порталов, в некоторых случаях также частной переписки, с целью ограничения либо недопущения распространения нежелательных идей и сведений.
Свобода слова гарантирована конституцией Азербайджана (Статья 47 «Свобода мысли и слова»). В 1993 году было принято решение Национального собрания Азербайджана,по которому каждая из газет должна проходить военную цензуру. 6 августа 1998 года политическая цензура прессы формально была убрана, после подписания указа «О дополнительных мерах в области обеспечения свободы слова, мысли и информации в Азербайджанской республике».

## Интернет-цензура
В 2007 году Азербайджан был включён в список стран с наличием цензуры в Интернете.
В 2009 году блогеры Эмин Милли и Аднан Гаджизаде были арестованы по обвинению в хулиганстве и приговорены к двум и двум с половиной годам лишения свободы соответственно. Поводом послужил сатирический видеоролик, в котором Гаджизаде в костюме осла оплёвывал выгоды, которую получают данные животные в Азербайджане. Необоснованные обвинения вызвали международный резонанс: блогеров защитили международные организации, а затем и президентом США Бараком Обамой. Они были освобождены в ноябре 2010 года.
По отчёту организация «Репортёры без границ» Азербайджан входит в число стран с наличием Интернет-цензуры. С 2008 по 2010 год из Азербайджана в поисках политического убежища уехали минимум девять журналистов.
По мнению Freedom House в Азербайджане доступ к сети строго контролируется правительством.
По состоянию на 2018 год сотни блогеров посажены в тюрьму.
В стране не работает VOIP-телефония, благодаря введенному в строй технологии active DPI со стороны Министерства связи, фильтрующей и блокирующей указанные запросы на сетевом уровне. Данный принцип применен также к абсолютному большинству неправительственных и неугодных властям Республики - новостных, политических,  и ряду развлекательных веб-сайтов.

## Радио-цензура
С 2009 года в Азербайджане введён запрет на трансляцию любых иностранных радиостанций (в FM-диапазоне).

## Цензура в театре
В 2011 году в Азербайджанском Государственном Академическом Национальном Драматическом Театре создан Художественный Совет, который должен одобрять какие спектакли можно будет показать.
В 2012 году Национальный совет по телевидению и радиовещанию ввёл запрещение на показ иностранных сериалов на азербайджанских телеканалах. По мнению Главы Института прав прессы Рашида Гаджилы данное запрещение является цензурой.

## Цензура в Интернете
- 9 мая 2015 г. Министерство обороны Азербайджана постфактум удалило изображение флага Армении со снимка Парада Победы 2015[13]

## Цензура в других отраслях
В 2012 году азербайджанский писатель Акрам Айлисли выпустил роман-реквием «Каменные сны». Роман обсуждался в парламенте Азербайджана, где был единодушно осуждён и где прозвучали требования лишить Айлисли правительственных наград, проверив «генетический код» Айлисли. Указом президента Азербайджанской Республики Ильхама Алиева, Акрам Айлисли был лишён звания «Народный писатель Азербайджана» и государственной пенсии.
Институт информационных технологий Национальной Академии наук Азербайджана планирует создать списки имён с тремя категориями: «зелёная» — разрешённые имена, «жёлтая» — нежелательные имена и «красная» — имена, которые запрещены. Каждое имя, которое не в списке, будет проверятся комиссией НАНА и только после разрешения комиссии можно будет использовать данное имя.
По отчёту Open Doors: «Государственный комитет должен разрешить хранение, импорт или репродукцию любой книги. Каждый заголовок должен быть проверен. Любая книга, присланная в Азербайджан, проходит проверку. В аэропортах также инспекция книг является обычным делом». В частности копировать Библию без разрешения нельзя, так как в Азербайджане требуется разрешение на любой ввоз или публикацию религиозной литературы.